# Gualaco
Gualaco (uit het Nahuatl: "Op het goede land") is een gemeente (gemeentecode 1508) in het departement Olancho in Honduras.
Het dorp ligt op een hooggeleigen terrein aan de Río Sico. In het zuiden staat de berg Botaderos.

## Bevolking
De bevolking is als volgt verdeeld:
| Vrouwen | 11.189 | 49,6% |
| Mannen  | 11.363 | 50,4% |

## Dorpen
De gemeente bestaat uit twaalf dorpen (aldea), waarvan het grootste qua inwoneraantal: Gualaco (code 150801), La Venta (150805) en San Antonio  (150809).